# Clarksville (Pensilvania)
Clarksville es un borough ubicado en el condado de Greene en el estado estadounidense de Pensilvania. En el año 2000 tenía una población de 234 habitantes y una densidad poblacional de 922 personas por km².

## Geografía
Clarksville se encuentra ubicado en las coordenadas 39°58′27″N 80°2′41″O / 39.97417, -80.04472.

## Demografía
Según la Oficina del Censo en 2000 los ingresos medios por hogar en la localidad eran de $25,833 y los ingresos medios por familia eran $26,429. Los hombres tenían unos ingresos medios de $26,667 frente a los $31,250 para las mujeres. La renta per cápita para la localidad era de $13,720. Alrededor del 7.2% de la población estaba por debajo del umbral de pobreza.